# Bilofix
Bilofix er en type konstruktionslegetøj, der primært består af består af træbjælker, -stænger og -plader samt skruer og tandhjul i plastik. Det blev primært produceret og markedsført i 1960'erne, først af Lego og senere af en selvstændigt Bilofix-virksomhed. Navnet bliver normalt skrevet "BILOfix".
Træet blev leveret af Ferritslev Savværk på Fyn.

## Historie
Navnet "BILO" er en kombination af de to danske navne "Billund" og "Ole Kirk Kristiansen". Fabrikken blev startet af Ole Kirk Christiansen i Billund, der også her udviklede det kendte LEGO-plastic legetøj. Christiansens sønner, Karl Georg (1919-1998), Godtfred Kirk Christiansen (1920-1995) og Gerhardt (1926-2004), deltog også i produktionen. I begyndelsen blev der produceret både trælegetøj og legoklodser op fabrikken i Billund, men da fabrikken med trælegetøj brændte i 1959 valgte man at flytte produktionen af trælegetøj til Kolding. På nogenlunde samme tidspunkt overtog Godtfred Lego-fabrikken. Gerhardt var på dette tidspunkt af Bilofix, og han overtog de maskiner, der ikke var blevet ødelagt af branden. Da LEGO i 1960 besluttede at stoppe med at producere trælegetøj, valgte Karl Georg og Gerhardt at forlade Lego og i stedet starte deres egen selvstændige virksomhed med Bilofix, og de flyttede produktionen til Kolding, hvor produktionen blev genoptaget i 1962 på en tidligere farve- og lakfabrik i Munkegade 8.
Der blev bygget nye lokaler i Bramdrupdam i 1963 til produktion, hvor de omkring 100 ansatte flyttede til, og i 1964 også lokaler til salg og showroom. Karl Georg havde en fabrik, der leverede de plastik skruer og møtrikker, som blev brugt til at samle med. Gerhardt fik et verdensomspændende patent, og Bilofix blev snart en stor succes.
Til at begynde med blev Bilofix solgt til legetøjsforretninger og grossister i Danmark, men efterhånden blev en større del også solgt i Europa og resten af verden.
Udover Bilofix etablerede Gerhard også GK Legetøj i 1961 (omdøbt til Buddy i 1999), der oprindeligt havde afdelinger i Fredericia, Kolding og Esbjerg. Senere blev der åbnet filialer på Fyn og Sjælland samt andre steder i Jylland. Det amerikanske firma Revell solgte overtog på et tidspunkt salget af Bilofix i udlandet, og man opskalerede produktionen i forventning om større salg. I stedet faldt salget dog, og varerne endte i stedet på lageret i Bramdrupdam. Det betød økonomiske tab for virksomheden, og i 1969 blev man nødt til at sælge de nye bygninger og afskedige en stor del af medarbejderstaben. Herefter flyttede man til Hørgården i Kolding, og får gang i salget igen. I 1980 blev det besluttet at afhænde virksomheden til at aarhusiansk legetøjsfirma, der fremstillede trælegetøj.

## Hæder
- 1964 Jeppe-prisen for Årets Bedste Legetøj[1]
- Legeteøjsmesse i Paris: 1. præmien for bedste legetøj[1]